# Asociación Española Guías y Scouts de Europa
L'Asociación Española Guías y Scouts de Europa (AeGSE) della Federazione dello Scoutismo Europeo è una delle maggiori associazioni scout cattoliche spagnole per numero di iscritti. Creata nel 1978, conta 500 membri effettivi. Il fine dell'AEGSE è quello di utilizzare lo scautismo come strumento per la formazione di uomini e donne di fede. Attualmente l'associazione è presente con vari gruppi nelle città di Albacete, Almería, Barcellona, Cadice, Madrid, Malaga, Palencia, Ronda, Talavera de la Reina, Toledo, Valencia.

## Metodologia
Il metodo scout sviluppato dalle Guide e Scouts d'Europa si basa su quello inventato da Robert Baden-Powell.
L'associazione è divisa in sei branche, in rapporto all'età e al sesso:
- Lobatas e Lobatos - dagli 8 ai 12 anni
- Guías e Scouts - dai 12 ai 16 anni
- Pilotos - a partire dai 17 anni